# James Strachey
James Beaumont (Jembeau) Strachey, född 26 september 1887 i London, död 25 april 1967 i High Wycombe, Buckinghamshire, var en brittisk psykoanalytiker. Han var yngre bror till Lytton Strachey och är mest känd på grund av sin översättning av Sigmund Freuds samlade verk till engelska.
Strachey var det yngsta av sir Richard Stracheys tio barn. Han studerade medicin i Cambridge, där han blev god vän med Rupert Brooke. 
1920 gifte sig Strachey med Alix Sargant-Florence (1892–1973). Strachey gick i analys hos Sigmund Freud, medan hustrun gick hos Karl Abraham i Berlin. 
En av Stracheys elever i England var pediatern Donald W. Winnicott. Även John Maynard Keynes tillhörde han umgängeskrets.